# Arcida
Arcida is een orde van de tweekleppigen.

## Taxonomie
De volgende taxa zijn bij de orde ingedeeld:
- Superfamilie Arcoidea Lamarck, 1809 (=Arcacea)
  - Familie Arcidae Lamarck, 1809
  -  † Familie Catamarcaiidae Cope, 2000
  - Familie Cucullaeidae Stewart, 1930
  -  † Familie Frejidae Ratter & Cope, 1998
  - Familie Glycymerididae Dall, 1908 (1847) (=Glycymeridae)
  - Familie Noetiidae Stewart, 1930
  - Familie Parallelodontidae Dall, 1898
- † Superfamilie Glyptarcoidea Cope, 1996
  -  † Familie Glyptarcidae Cope, 1996
  -  † Familie Pucamyidae Sánchez & Benedetto, 2007
- Superfamilie Limopsoidea Dall, 1895 (=Limopsacea)
  - Familie Limopsidae Dall, 1895
  - Familie Philobryidae F. Bernard, 1897